# شیکاما، میاگی
شیکاما، میاگی (به لاتین: Shikama, Miyagi) یک منطقهٔ مسکونی در ژاپن است که در استان میاگی واقع شده‌است. شیکاما ۱۰۹٫۲۳ کیلومترمربع مساحت و ۷٬۲۰۹ نفر جمعیت دارد.